# Maurice de Marsan
Maurice Marie dit Maurice de Marsan, né le 6 septembre 1871 à Bordeaux, et mort le 29 avril 1929 à la clinique Turin dans le 8e arrondissement de Paris, est un poète, romancier, réalisateur et scénariste français, 

## Filmographie
comme réalisateur
- 1909 : J'épouserai ma cousine
- 1911 : Agénor, cavalier de deuxième classe (132 mètres)
- 1914 : Le Drame du Figaro
- 1919 : La Marque révélatrice
- 1919 : Celle qui n'a pas dit son nom
- 1920 : L'Holocauste
- 1921 : Le Traquenard
- 1921 : L'Assommoir d'après le roman d'Émile Zola, co-réalisé avec Charles Maudru
- 1922 : Serge Panine d'après le roman de Georges Ohnet, co-réalisé avec Charles Maudru
- 1923 : Le Roi de Paris d'après le roman de Georges Ohnet, co-réalisé avec Charles Maudru
- 1923 : Nuit rouge d'après le roman de Louis Rienner, co-réalisé avec Maurice Gleize
- 1924 : La Main qui a tué d'après le roman de Paul Hervieu, co-réalisé avec Maurice Gleize

comme scénariste
- 1909 : J'épouserai ma cousine de Maurice de Marsan, avec Léon Numès
- 1914 : Le Drame du Figaro de Maurice de Marsan
- 1918 : Le Petit Radjah de Paul Barlatier d'après le conte hindou de Maurice de Marsan
- 1918 : Le Calice de Maurice Mariaud
- 1918 : Elle ! de Henry Vorins
- 1919 : Vieillir de Henry Vorins
- 1920 : L'Holocauste de Maurice de Marsan
- 1920 : Le Gouffre de Charles Maudru
- 1920 : Le Lys rouge de Charles Maudru, d'après le roman d'Anatole France
- 1920 : La Bourrasque de Charles Maudru
- 1921 : La Double épouvante de Charles Maudru
- 1921 : Le Traquenard de Maurice de Marsan
- 1921 : L'Assommoir, de Marice de Marsan et Charles Maudru, d'après le roman d'Émile Zola
- 1923 : La Flamme de Gaston Leprieur
- 1923 : Fleur du mal de Gaston Mouru de Lacotte
- 1923 : Nuit rouge de Maurice de Marsan et Maurice Gleize, d'après le roman de Louis Reinner
- 1924 : La Main qui a tué de Maurice de Marsan et Maurice Gleize, d'après le roman de Paul Hervieu
- 1925 : La Justicière de Maurice de Marsan et Maurice Gleize, d'après le roman de Jean Cassagne
- 1926 : Le Bouif errant de René Hervil, d'après le roman de Georges de la Fouchardière et Félix Celval

comme acteur
- 1910 : L'Amour qui aime de Georges Monca
- 1911 : La Louve de Michel Carré